# モナーク/Monark
『モナーク/Monark』は、ランカースが開発し、日本ではフリューより2021年10月14日に発売されたコンピュータRPG。対応プラットフォームはPlayStation 4・PlayStation 5・Nintendo Switch・Windows（Steam）。